# Аль-Газали, Лихад
Профессор Лихад аль-Газали (род. 1948, Эль-Амара) — профессор клинической генетики и педиатрии. Её основная сфера интересов — выявление на клиническом и молекулярном уровне новых наследственных заболеваний в арабских популяциях.

## Биография
Аль-Газали родилась в ноябре 1950 года в Эль-Амаре, Ирак, и выросла в Багдаде.
Она изучала медицину в багдадском Иракском университете. В 1973 году аль-Газали получила степень бакалавра медицины, бакалавра хирургии в Багдадском медицинском колледже. Она вышла замуж и родила ребёнка, а в 1976 году переехала в Великобританию для изучения педиатрии и клинической генетики. Продолжила своё образование в Лидсе и Эдинбурге, жила и практиковала там до 1990 года. Затем она переехала в Эль-Айн, став доцентом кафедры педиатрии Университета Объединённых Арабских Эмиратов. Она участвовала в создании Центра арабских геномных исследований. В 1995 году аль-Газали создала первый в ОАЭ реестр врожденных дефектов. Он стал первым подобным реестром в арабской стране и первым, вошедшим в Международного центра обмена информацией о врожденных дефектах в Риме, Италия. В 1997 году аль-Газали стала доцентом.
В 2003 году аль-Газали получила награду Университета ОАЭ за выдающиеся достижения в области исследований и оказания клинических услуг. В 2008 году она получила премию Л’Ореаль-ЮНЕСКО для женщин в науке «за вклад в описание наследственных заболеваний».

## Личная жизнь
Профессор аль-Газали замужем за Вессамом Шазером, у неё две дочери и сын.

## Избранные публикации
- Baasanjav, Sevjidmaa (July 2011). Faulty Initiation of Proteoglycan Synthesis Causes Cardiac and Joint Defects. The American Journal of Human Genetics. 89 (1): 15–27. doi:10.1016/j.ajhg.2011.05.021. PMID 21763480.
- Akawi, NA (August 2012). Clinical and molecular analysis of UAE fibrochondrogenesis patients expands the phenotype and reveals two COL11A1 homozygous null mutations. Clinical Genetics. 82 (2): 147–156. doi:10.1111/j.1399-0004.2011.01734.x. PMID 21668896.
- Al-Gazali, Lihadh (December 2010). A Homozygous Mutation in the Tight-Junction Protein JAM3 Causes Hemorrhagic Destruction of the Brain, Subependymal Calcification, and Congenital Cataracts. The American Journal of Human Genetics. 87 (6): 882–889. doi:10.1016/j.ajhg.2010.10.026. PMID 21109224.
- Al-Gazali, L. (26 октября 2010). A novel NGF mutation clarifies the molecular mechanism and extends the phenotypic spectrum of the HSAN5 neuropathy. Journal of Medical Genetics. 48 (2): 131–135. doi:10.1136/jmg.2010.081455. PMID 20978020.